# Dionisias
Dionisias es el nombre dado en Grecia a los festivales en honor del dios Dioniso que incluían representaciones dramáticas. En Ática se celebraban dos festivales anuales con este nombre:
- las Dionisias Rurales (o Rústicas), en el mes de posideón (diciembre), cuya procesión imitó Aristófanes en Los acarnienses, y

- las Grandes Dionisias (o Dionisias Urbanas),  el mes de elafebolión (marzo). El calificativo «Grandes» se debe a la importancia de esta fiesta.

Este último festival fue instituido, o en todo caso engrandecido, en el año 534 a. C. por el tirano Pisístrato, que trajo el culto a Atenas desde Eléuteras (en el límite entre el Ática y Beocia al norte de Eleusis). La imagen del dios fue situada en el antiguo templo de Dioniso frente al recinto del teatro.
En la época de las Grandes Dionisias, el invierno había pasado, los mares eran más favorables a la navegación, y podía haber muchos visitantes en Atenas, hecho que no se producía en las Leneas, fiestas también dedicadas a Dioniso, que se celebraban algo después de las Rurales, aún en invierno. 
Durante la existencia de la Liga de Delos, los aliados aportaban sus tributos a Atenas para ser exhibidos en la orchestra del teatro. Era también la ocasión en que se recibía a los embajadores extranjeros, y en que los niños cuyos padres habían muerto luchando por Atenas desfilaban en el teatro.